# Пансалвін, князь темряви
Пансалвін, князь темряви — книга-памфлет Йоганна Альбрехта написана в 1794 році на території Німеччини, в завуальованому вигляді розповідає про життя Григорія Потьомкіна, імена героїв замінені на вигадані. В книзі автор жорстко критикує діяльність Пансалвіна (Потьомкіна), в моралізаторській і сатиричній манері автор критикує придворні порядки під час правління Катерини II в тому числі: інтриги, розпусту, показуху, жорстке правління підвладним населенням. За припущенням деяких дослідників книга могла бути замовною, можливим замовником називають графа Платона Зубова, але доказів «замовності» знайти не вдалося. В книзі розповідається зокрема про «Потьомкінські села» камуфляжні села, які нібито були вибудувані за вказівкою графа Потьомкіна вздовж маршруту Катерини II під час її поїздки 1787 року в Україну. Книга була перекладена на російську мову і видана в Російській імперії у 1809 році. Книга традиційно викликає запеклі історичні дискусії.